# اقتصاد کلان (کتاب)
اقتصاد کلان (انگلیسی: Principles of Economics)، نوشتهٔ گریگوری منکیو، دربارهٔ مسائل کلان اقتصادی نوشته شده‌است. در این کتاب با استفاده از مدل‌های اقتصادی به شرح مسائل پرداخته شده‌است. از مدل‌های اقتصادی به کار رفته در این کتاب می‌توان به مدل سولو و مدل IS_LM اشاره کرد. نویسنده با توضیح علم اقتصاد کلان و داده‌های اقتصاد کلان شروع کرده، و سپس به بررسی نظریه‌های اقتصادی، به خصوص کلاسیک‌ها پرداخته‌است. کتاب اقتصاد کلان منکیو (ویرایش هفتم) از جمله کتاب‌های مهم اقتصاد کلان است. ویرایش هفتم کتاب از ۶ بخش اصلی و در ۱۹ فصل تنظیم شده‌است. این کتاب طیف وسیعی از مباحث مطرح شده در اقتصاد کلان را در دربرمی‌گیرد.

## فهرست مطالب
- بخش اول: مقدمه
- بخش دوم: نظریهٔ کلاسیک‌ها: اقتصاد در بلند مدت
- بخش سوم: رشد اقتصادی:اقتصاد در دورهٔ بسیار بلند مدت
- بخش چهارم: نظریهٔ ادوار تجاری اقتصاد در کوتاه مدت
- بخش پنجم: سیاست‌های اقتصاد کلان
- بخش ششم:ریشه‌های خرد اقتصاد کلان